# Hilversum
Hilversum ( ˈɦɪlvərsʏm (?·pàg.)) és una ciutat i municipi de la província d'Holanda del Nord, al centre-oest dels Països Baixos. Està situada al centre de la regió del Gooi, de la qual també n'és el seu centre urbà més gran. La ciutat està envoltada de landa, boscos, prats, llacs i pobles més petits. Hilversum forma part del Randstad, una de les conurbacions més grans d'Europa, i és coneguda com la "ciutat dels mitjans de comunicació" (en neerlandès, mediastad), en ser la seu de les emissores de ràdio i els canals de televisió més importants del país. Localment, s'anomena het dorp ("el poble" en neerlandès).
| Weesp      | Gooise Meren Huizen | Blaricum Laren |
| Wijdemeren |                     | Baarn          |
|            | De Bilt             |                |

## Història
En l'àrea de Hilversum s'han fet troballes de cultura material de principis fins a mitjans de l'edat de Bronze (800-1200 a.C.), que reben el nom de cultura de Hilversum. Els artefactes d'aquesta civilització prehistòrica tenen semblances amb la Wessex Culture del sud de Gran Bretanya i poden indicar que els primers residents de Hilversum van emigrar d'aquesta zona. Les primeres construccions a la zona daten de l'any 900, però no és fins al 1305 quan es menciona el mot Hilversum (concretament Hilfersheem, que prové de Hilvertshem, que significa "cases entre els turons"). En aquest moment, la població més antiga del Gooi era Naarden.

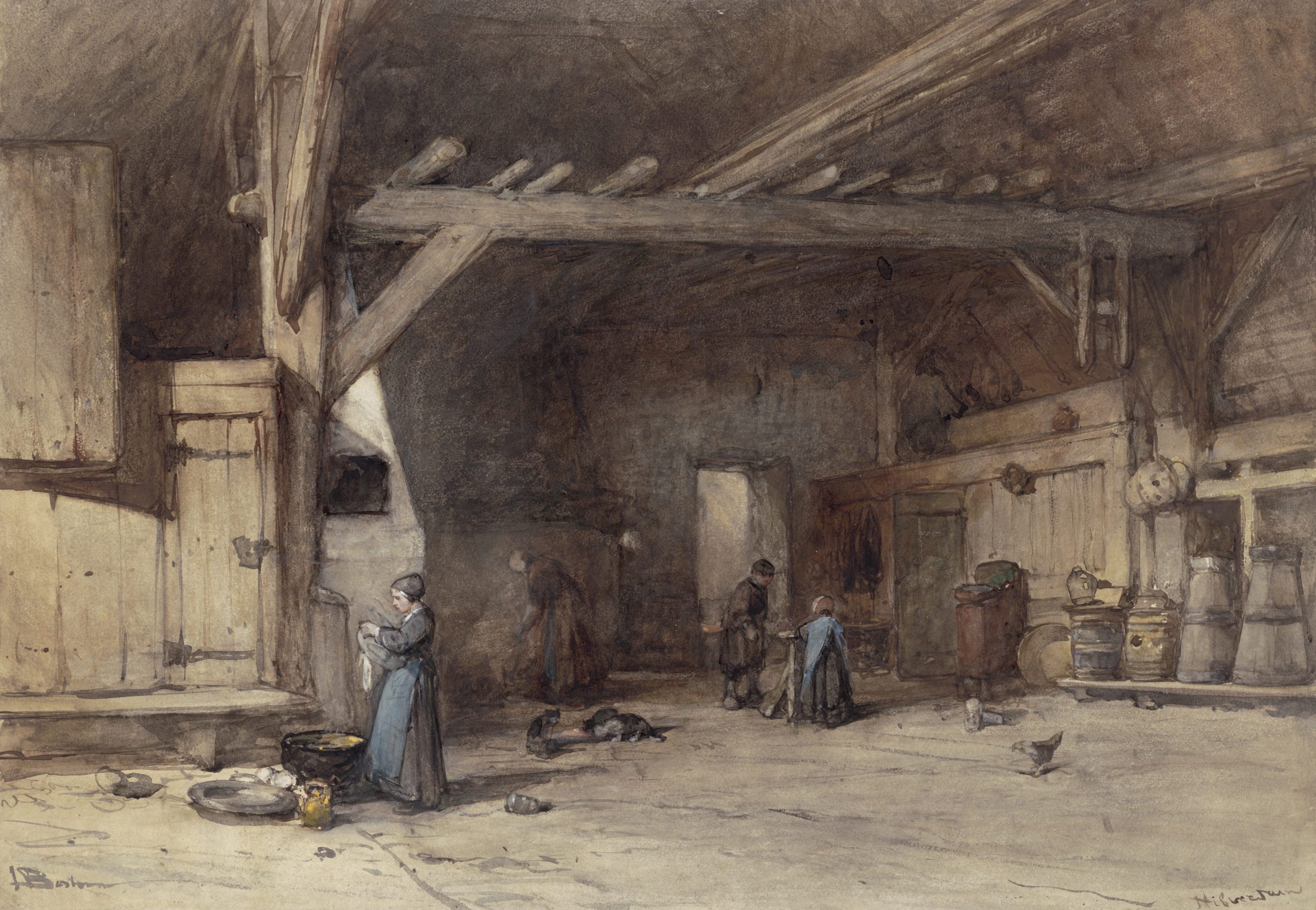
Interior d'una granja a prop de Hilversum, un dibuix del de Johannes Bosboom.

Durant l'edat mitjana, la població del Gooi vivia de l'agricultura, la cria d'ovelles i de la fabricació de llana. L'any 1424, Hilversum obté la independència municipal, cosa que va permetre que deixés de dependre de Naarden i no necessitava el seu permís per al desenvolupament industrial, cosa que va permetre el creixement de la població.
La ciutat va créixer encara més al segle xvii, quan l'economia neerlandesa en general va entrar en la seva època de prosperitat i es van construir diversos canals connectant-la indirectament a Amsterdam.
El 1725 i el 1766 hi va haver grans incendis van destruir la major part de la ciutat, afectant també l'ajuntament i l'església situada al seu costat. Però la ciutat va superar aquests contratemps i la indústria tèxtil va continuar creixent.
Durant el segle xix va sorgir una important indústria tèxtil i de tapissos, ajudada per l'obertura de la línia de tren cap a Amsterdam el 1874. A partir d'aquest moment, la ciutat va créixer ràpidament gràcies a rics habitants d'Amsterdam que van construir-hi grans cases senyorials i que posteriorment van acabar traslladant-s'hi de forma permanent. Malgrat aquest creixement, a Hilversum no li va ser concedit mai el títol de ciutat.
Durant els Jocs Olímpics d'Estiu de 1928 celebrats a Amsterdam, Hilversum va ser la seu dels esdeveniments d'hípica i la prova de camp a través del pentatló modern.
A principis dels anys vint la companyia Nederlandse Seintoestellen Fabriek (NSF) va establir una emissora professional i una fàbrica de ràdio a Hilversum, que va acabar convertint-se en la més gran d'aquest tipus als Països Baixos. El 1948, NSF va ser absorbida per Philips. No obstant això, les organitzacions de radiodifusió neerlandeses (i posteriorment, els canals de televisió durant els anys cinquanta) van centralitzar les seves operacions a Hilversum, proporcionant una font de creixement econòmic continu. Aquesta concentració de les emissores a Hilversum li ha donat el nom de "la ciutat dels mitjans de comunicació".
Després de la derrota de les forces aliades als Països Baixos el 1940, i la seva ocupació per part de l'Alemanya nazi, Hilversum va convertir-se en la seu de l'exèrcit alemany (Heer) als Països Baixos.
El 1964, Hilversum va assolir el rècord històric de població en superar les 103.000 habitants. Tanmateix, la indústria tèxtil havia començat el seu declivi; només una sola fàbrica, Veneta, va aconseguir continuar fins als anys seixanta, quan també va haver de tancar les portes. Una altra important indústria, la fàbrica de productes químics IFF, va tancar també a finals dels anys seixanta. Després dels anys seixanta, la població va disminuir gradualment, fins a estabilitzar-se al voltant de 85.000 habitants. Hi ha diverses raons que ho expliquen: la ciutat no es pot expandir perquè els terrenys limítrofs van ser venuts per l'arquitecte municipal Willem Marinus Dudok al Goois Natuurreservaat, i les famílies tenen menys descendència (i per tant menys gent viu en una mateixa casa), i al fet que el valor de les propietats va augmentar ràpidament en aquella època, fet que va provocar que molta gent marxés a altres llocs més barats.
En l'actualitat Hilversum ha fet renovacions importants en diferents infraestructures i serveis, com l'estació central ferroviària o el centre comercial Hilvertshof, i ha construït nous districtes. A més, s'han construït edificis d'important valor arquitectònic com l'Institut de la Imatge i el So dels Països Baixos, o el Zanderij Crailoo, el pas de fauna més gran del món creat per l'home.
El Media Park va ser l'escenari de l'Assassinat de Pim Fortuyn l'any 2002; i el 2015, un home que duia una pistola falsa va assaltar a la seu de Nederlandse Omroep Stichting, exigint temps aeri en les notícies del vespre.

## Cultura

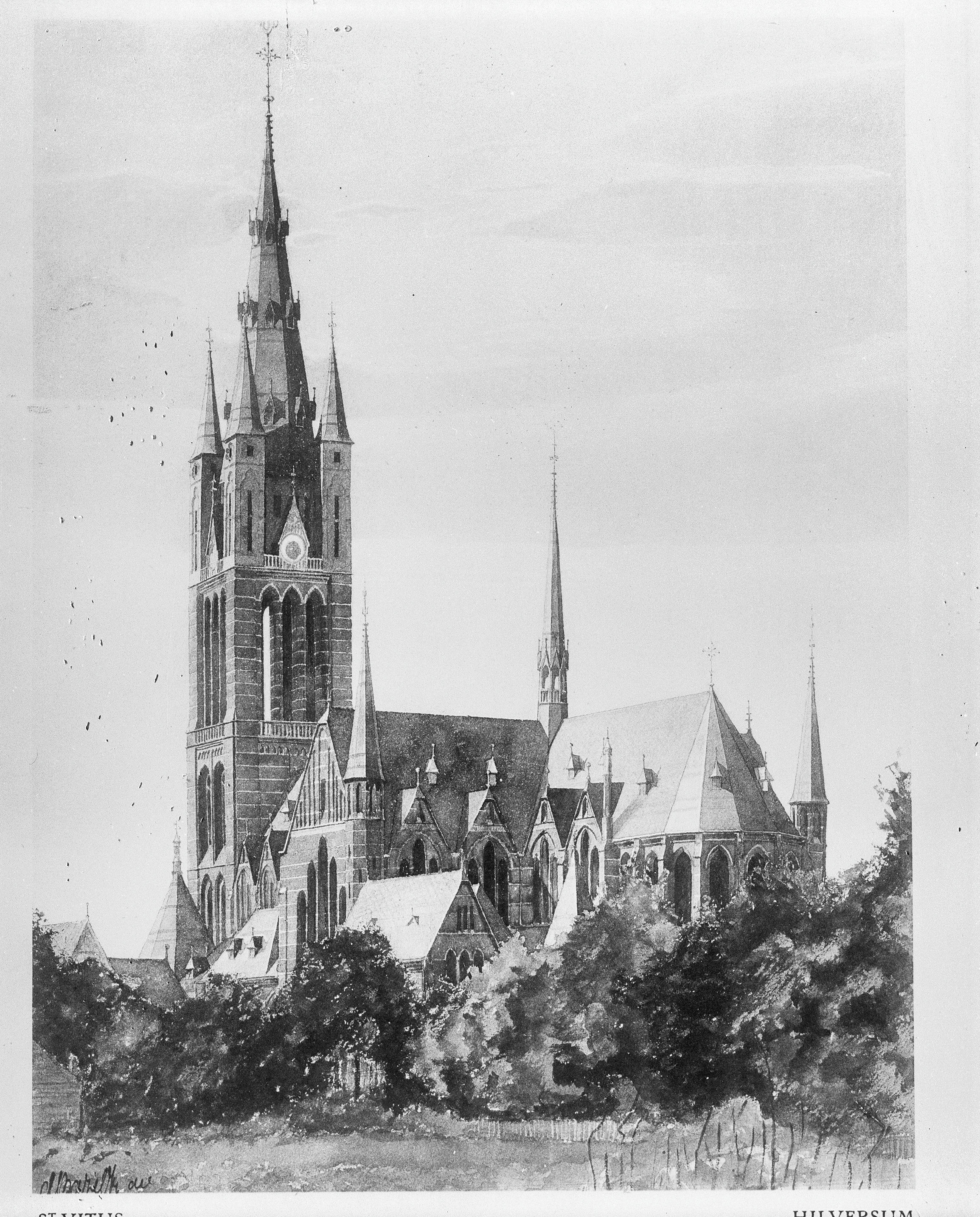
Església de Sant Vit dibuixada per Karel de Bazel.

Hilversum és coneguda arquitectònicament pel seu edifici de l'ajuntament, dissenyat per Willem Marinus Dudok i construït el 1931. A més, també destaca la gran església catòlica neogòtica dedicada a Sant Vit, amb una torre del campanar de 96 metres, dissenyada per Pierre Cuypers i construïda el 1892.
Durant el segle xix, molts artistes paisatgístics es van establir a Hilversum, com Barend Cornelis Koekkoek, i durant els anys cinquanta i seixanta va organitzar un dels tornejos de tenis més importants a nivell europeu. Hilversum també fou la seu del Festival de la Cançó d'Eurovisió de 1958, el primer que se celebrà als Països Baixos.

## Govern i política

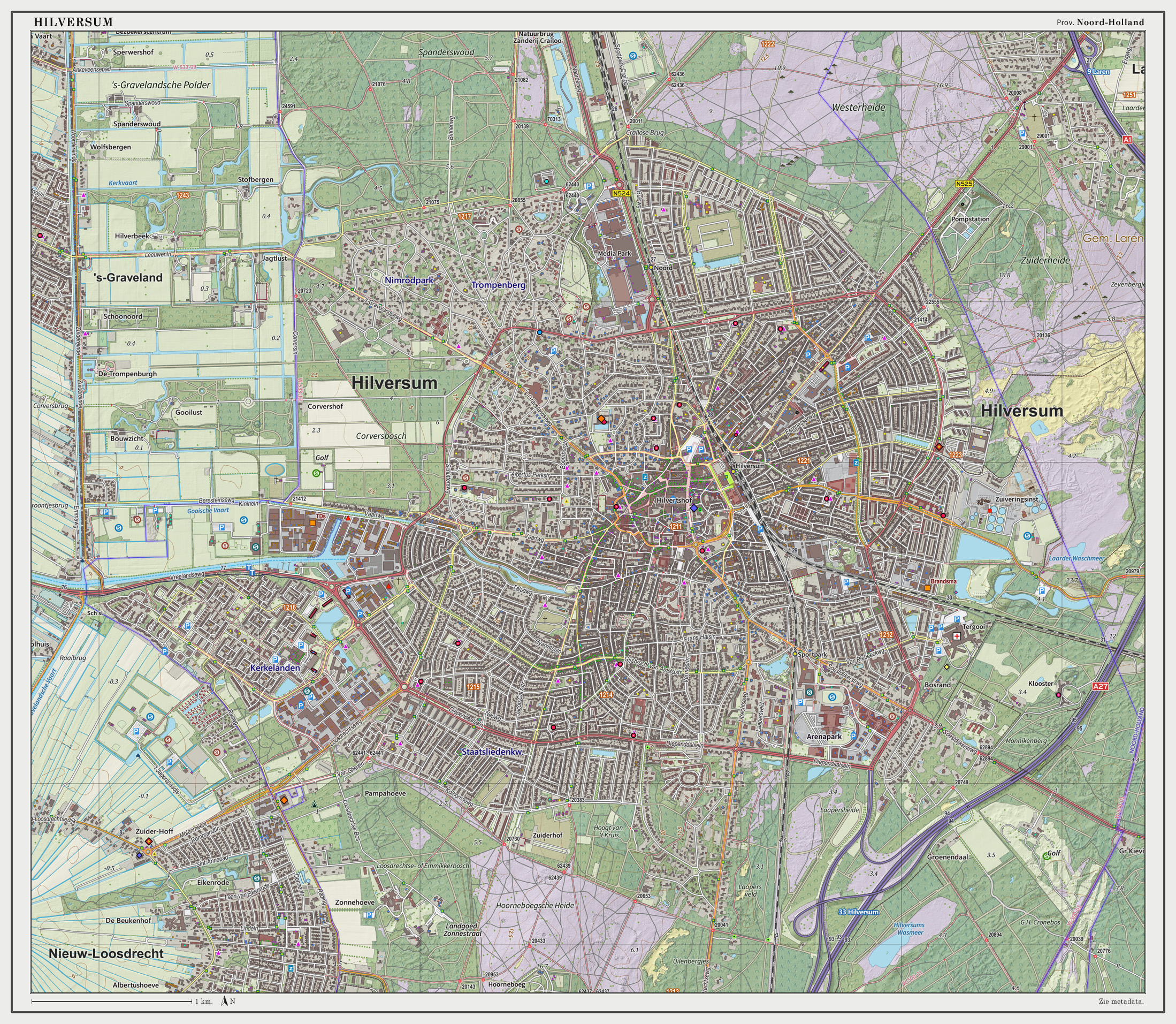
Mapa topogràfic de Hilversum (març de 2014).

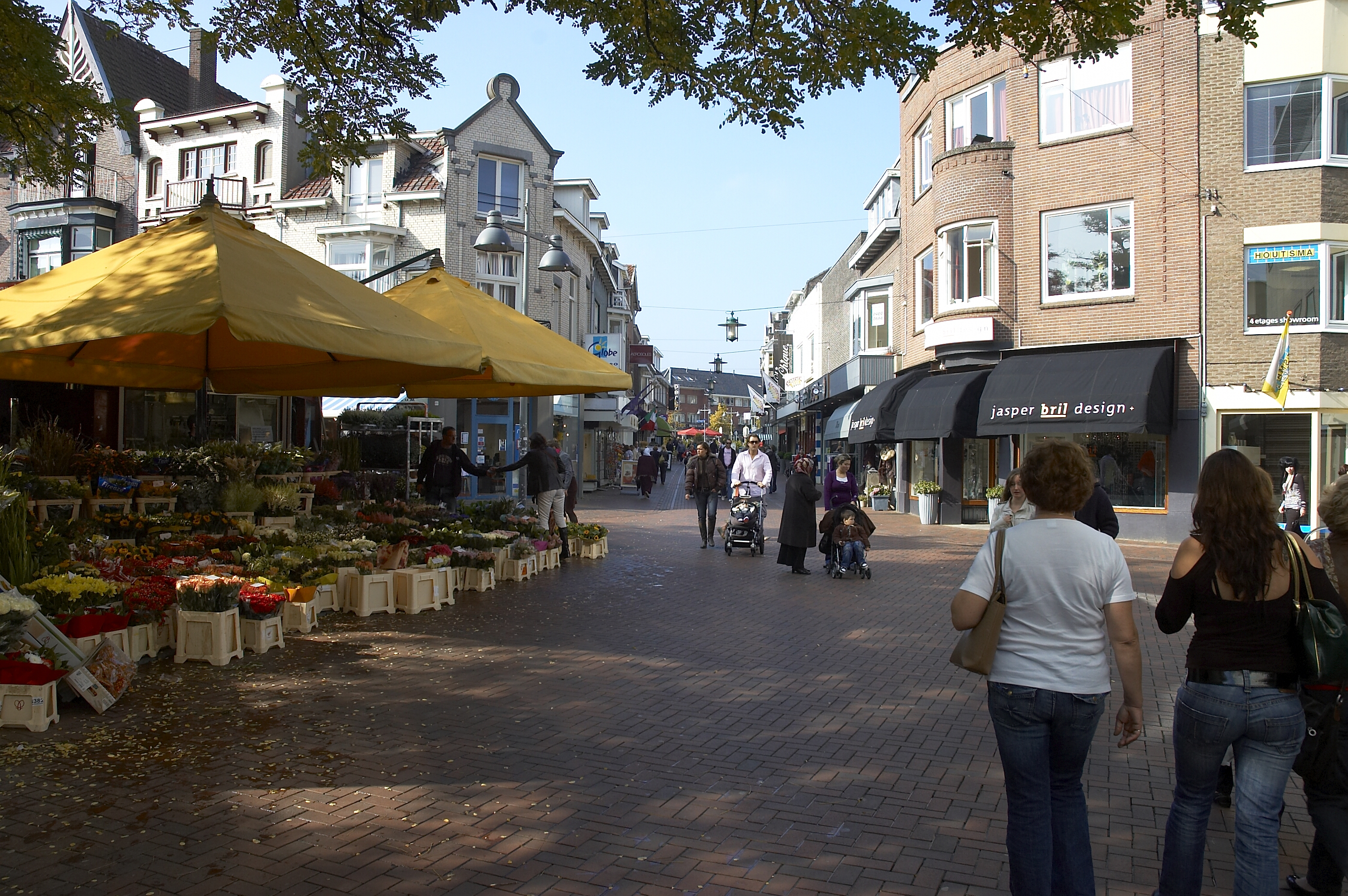
Centre de Hilversum.

El consell municipal de Hilversum consta de 37 membres, dividits de la següent manera d'acord amb els resultats de les últimes eleccions locals (2022):
- Hart voor Hilversum - 8 membres
- Demòcrates 66 (D66) – 7 membres
- Partit Popular per la Llibertat i la Democràcia (VVD) – 6 membres
- Esquerra Verda (GroenLinks) – 4 membres
- Crida Demòcrata Cristiana (CDA) – 4 membres
- Partit Socialista (SP) – 2 membres
- Partit del Treball (PvdA) – 2 membres
- Democraten Hilversum - 2 membres
- Unió Cristiana (ChristenUnie) – 1 membre
- Belang van Nederland (BVNL) – 1 membre

El govern municipal sorgit de les eleccions locals de 2022 és format per regidors dels partits polítics Hart voor Hilversum, VVD, GroenLinks i CDA. El batlle de Hilversum és, des del 16 de febrer de 2022, l'antic president de la junta de l'aigua de Gooi, Amstel i Vecht: Gerhard van den Top (sense afiliació política), després de superar un procés de selecció.

## Personatges il·lustres

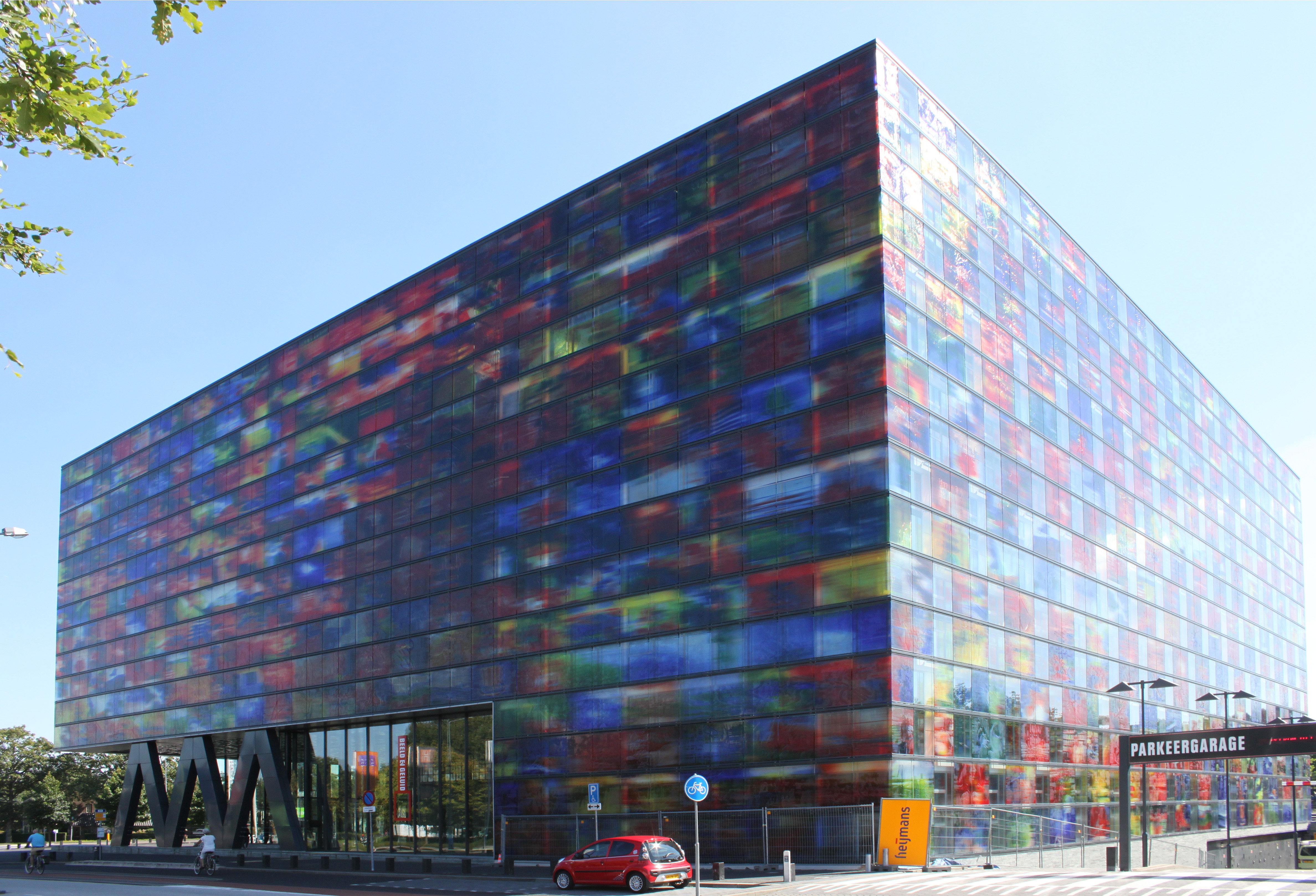
Institut de la Imatge i el So dels Països Baixos

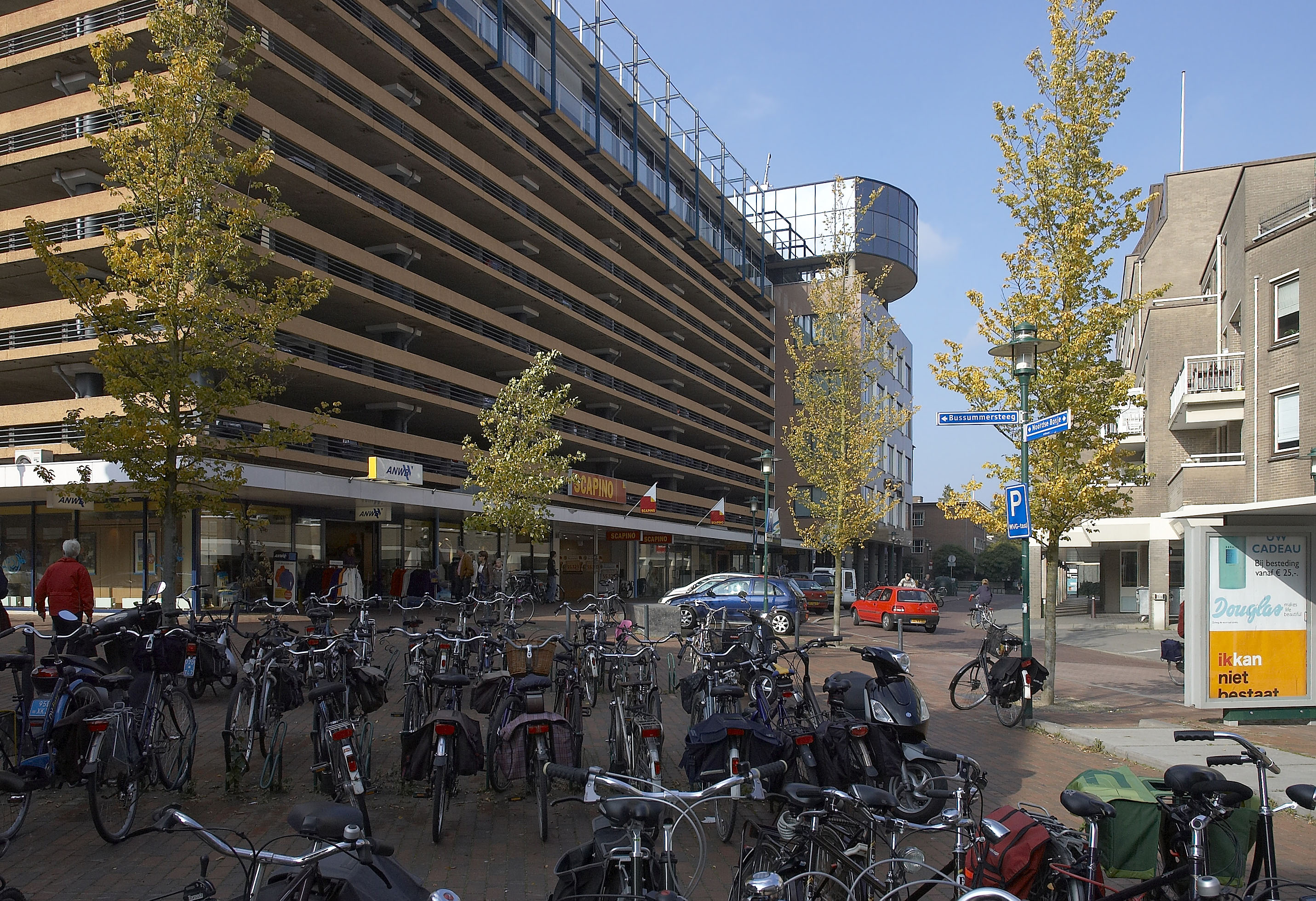
Districte Noordse Bosje

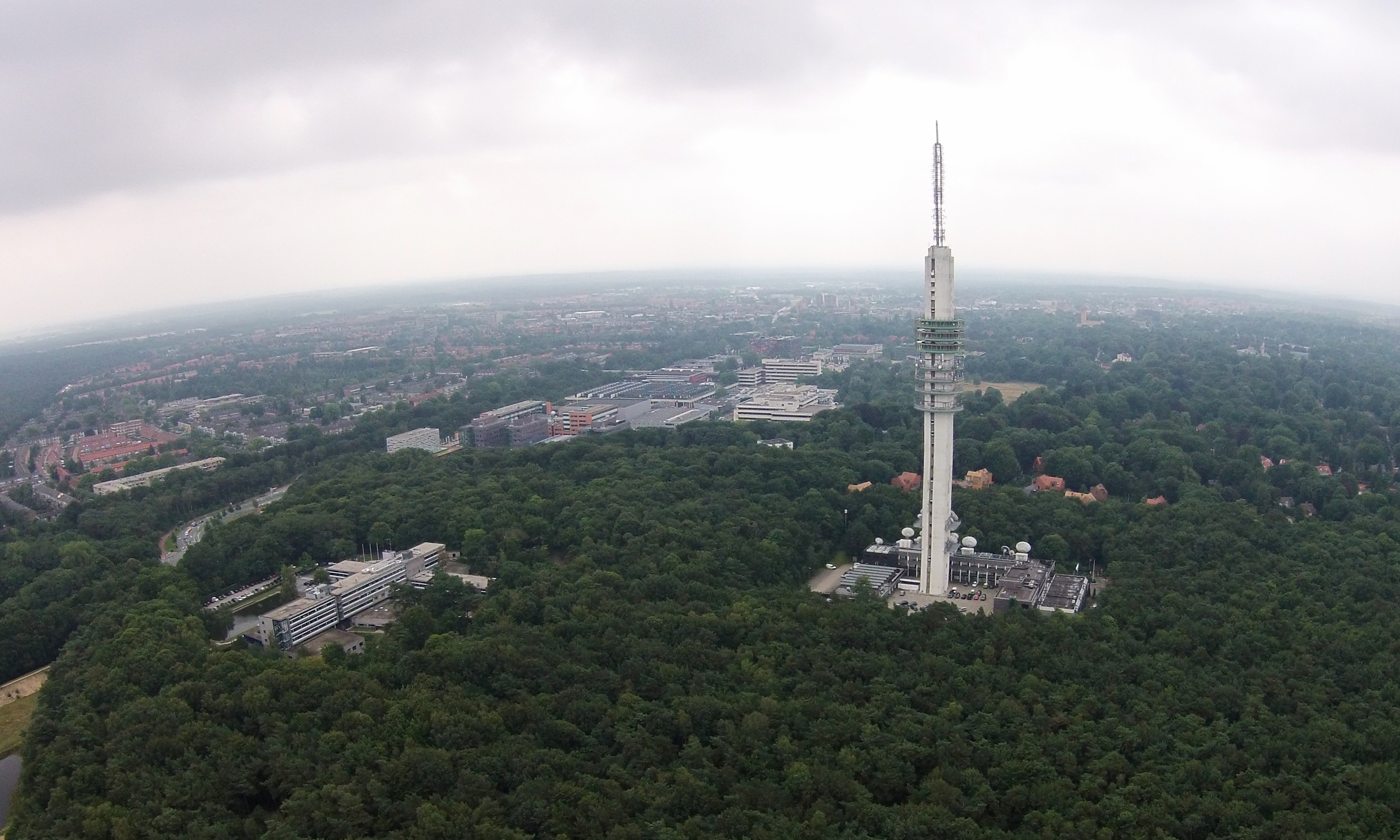
Media Park, Hilversum

- Joop den Uyl (1919–1987), antic primer ministre
- Bessel Kok (1941), empresari i organitzador de torneigs d'escacs
- Henk Hermsen (1937), jugador de waterpolo
- Hubert van Es (1941-2009), corresponsal de guerra
- John Gerretsen (1942), polític
- André Hermsen (1942), jugador de waterpolo
- Evert Kroon (1946), porter de waterpolo
- Dick Diamonde (1947), baixista
- Wim Hermsen (1947), jugador de waterpolo
- Bartha Knoppers (1951), advocada
- Erland Van Lidth de Jeude (1953–1987), actor, lluitador i cantant d'òpera
- Ton van Klooster (1954), nedador i entrenador de natació
- Nico Landeweerd (1954), jugador de waterpolo
- Andy Hoepelman (1955), jugador de waterpolo
- John de Mol (1955), magnat dels mitjans de comunicació
- Dick Nieuwenhuizen (1957), jugador i entrenador de waterpolo
- Ellen Bontje (1958), genet
- Hansje Bunschoten (1958), nedador i presentador de televisió
- Arjen Anthony Lucassen (1960), músic i compositor
- André Rouvoet (1962), polític
- Reggie de Jong (1964), nedadora
- Koos Issard (1971), jugador de waterpolo
- Dave Luza (1974), humorista, actor
- Gijsbert Haan (1801–1874), fundador de l'església reformada cristiana a Amèrica
- Geertje Wielema (1934–2009) nedadora i atleta olímpica
- John van Altena (1947) 107 jugador de rugbi
- Henri van Booven (1877–1964) primer president de la Federació Neerlandesa de Rugbi (1932)
- Ton Scherpenzeel (1952), teclista i membre fundador de la banda de rock Kayak.
- Pim Koopman (1953–2009), bateria i percussionista de la banda de rock Kayak.
- Max Werner (1953), antic cantant, bateria i percussionista de la banda de rock Kayak
- Sick Individuals, productors de música house
- Linda de Mol (1964), actriu i presentadora de televisió